# NGC 1044
NGC 1044 é uma galáxia elíptica (E-S0) localizada na direcção da constelação de Cetus. Possui uma declinação de +08° 44' 19" e uma ascensão recta de 2 horas, 41 minutos e 06,1 segundos.
A galáxia NGC 1044 foi descoberta em 7 de Novembro de 1784 por William Herschel.